# Єшиль-Ирмак
Єшиль-Ирмак (тур. Yeşilırmak, «зелена річка») — річка в Туреччині.
Єшиль-Ирмак бере початок на плоскогір'ї внутрішньої Анатолії, від витоку розташованого на північний схід від міста Сівас. Довжина річки становить 418 км. Має низку великих приток. Впадає у Чорне море неподалік від міста Самсун.
Є однією з найбільших річок на півночі Туреччини.

## Каскад ГЕС
На річці розташовані: ГЕС Köklüce (з відведенням води у Келькіт), ГЕС Умутлу, ГЕС Hasan Uğurlu, ГЕС Suat Uğurlu, ГЕС Kumköy.